# El dependiente
El dependiente è un film argentino del 1969 diretto da Leonardo Favio.

## Trama
In una piccola cittadina di provincia, il signor Fernández lavora da venticinque anni come impiegato nel negozio di ferramenta di proprietà di Don Vila. L'uomo fantastica su come cambierebbe la sua vita se il suo datore di lavoro morisse, poiché una volta questi gli aveva promesso che l'attività sarebbe passata nelle sue mani. Fernández è inoltre innamorato dell'enigmatica signorina Plasini, un'orfana di padre che vive con la madre e il fratello mentalmente disabile.

## Produzione

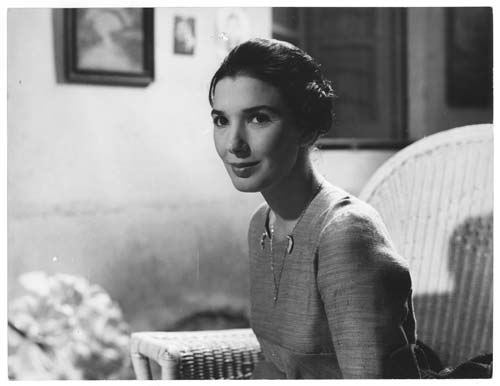
Graciela Borges in una scena del film

Il film è tratto dall'omonimo racconto di Jorge Zuhair Jury, fratello maggiore del regista e suo frequente collaboratore.
La produzione fu curata dal regista Leopoldo Torre Nilsson, con cui Favio aveva iniziato a muovere i primi passi nel mondo del cinema.
Viene comunemente ritenuto l'ultimo capitolo di una trilogia non ufficiale di film che Favio realizzò negli anni sessanta, insieme a Crónica de un niño solo (1965) e El romance del Aniceto y la Francisca (1967), che gli valsero il riconoscimento come uno degli autori più importanti del cinema argentino.
La pellicola fu girata nella località di Derqui, nel Partido di Pilar.
A cinquantacinque anni dall'uscita, il figlio del regista raccontò un aneddoto su come Favio riuscì a realizzare il piano sequenza finale dell'opera: essendo sprovvisto della strumentazione tecnica, fece issare il cameraman ad una sedia che venne poi collegata ad un'automobile tramite una botola.
Fu girato in bianco e nero, utilizzando spesso il chiaroscuro e sfruttando spazi vuoti al fine di creare nello spettatore un senso di desolazione, inquietudine e angoscia.
Il film fu presentato nella sezione principale del Festival internazionale del cinema di San Sebastián nel 1968, ricevendo il premio Cine Nuevo. Prese parte inoltre al Cartagena Film Festival, aggiudicandosi il premio come miglior film.
Fu proiettato nelle sale cinematografiche argentine a partire dal 1º gennaio 1969. Venne classificato dall'Instituto Nacional de Cinematografía come "film di categoria B" anziché "film di categoria A", una pratica che era stata intrapresa in seguito alla Rivoluzione Liberatrice come forma di ostacolo ai registi indipendenti.

## Accoglienza

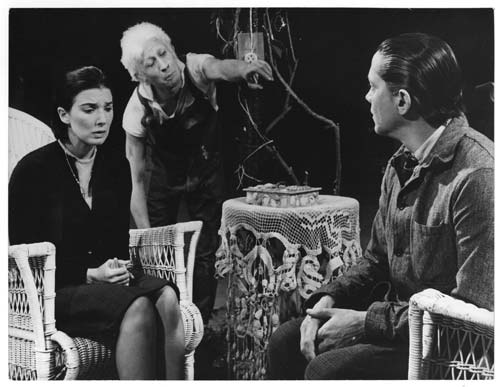
Graciela Borges e Walter Vidarte durante le riprese

Come altre opere di Favio, il film venne accolto positivamente dalla critica ma fu un fiasco al botteghino, spingendo il regista a reinventarsi come cantante di musica popolare.
Sulla rivista specializzata Heraldo del Cinematografista fu sottolineata la "stimolante visione critica del film sulla volgarità morale e la mancanza di prospettiva dei piccoli centri".
La rivista Gente lo definì un "raro realismo cinematografico magico di un mondo ingenuo con un aneddoto brutalmente semplice, ma con un'incredibile audacia nel trattamento del montaggio e della direzione degli attori".
Sul quotidiano La Prensa la recensione recitava: "In questo film strano e affascinante (...) Favio definisce con molta più chiarezza che nelle sue opere precedenti le molle essenziali della sua arte (...) riesce a imporre il suo mondo poetico con notevole equilibrio e facilità (...) Il film colpisce soprattutto per una certa poetica dell'immobilità, la descrizione di un modo di vivere stranamente sospeso e congelato in cui irrompono in scena la follia, il grottesco e il sinistro".
Non mancarono tuttavia le recensioni negative, come ad esempio quella a cura della rivista Boom, secondo cui "i personaggi sono troppo lontani dalla realtà, i loro tratti troppo marcati, troppo esagerati e grotteschi per essere percepiti come reali".
Su Panorama, il film fu descritto come un'imitazione del cinema "truculento" spagnolo, simile a El cochecito - La vetturetta (1960) di Marco Ferreri.
Secondo i critici Manrupe e Portela, nel loro volume Un diccionario de films argentinos (1930-1995), "Favio, con una storia minimale, descrive il mondo degli esseri ancor più piccoli e dell'apatia dei piccoli villaggi. Ascetico, titolo prestigioso per il suo autore, con buone interpretazioni, e una sconosciuta Graciela Borges".
In un sondaggio condotto dal Museo del Cine Pablo Ducrós Hicken nel 2000 sui 100 migliori film del cinema argentino, El dependiente raggiunse il quattordicesimo posto. In una nuova versione del sondaggio, realizzata nel 2022 dalle riviste specializzate La vida útil, Taipei e La tierra quema, presentata al Festival internazionale del cinema di Mar del Plata, il film raggiunse la quarta posizione.
Nel luglio 2022, la pellicola fu dichiarata "bene di interesse artistico nazionale" dal governo argentino al fine di garantire la conservazione del supporto materiale (negativi, positivi e negativi sonori) poiché, insieme ad altre opere di Favio, considerato una "testimonianza della produzione cinematografica nazionale".

## Riconoscimenti
- 1970 - Condor d'argento
  - Miglior attore a Walter Vidarte
  - Migliore attrice non protagonista a Nora Cullen
  - Candidatura alla migliore attrice a Graciela Borges

- 1968 - Festival internazionale del cinema di San Sebastián
  - Premio Cine Nuevo

- 1969 - Cartagena Film Festival
  - Miglior film